# Bertolf von Trier
Bertolf, oder Berthold (andere Schreibweisen: Bertulf, Bertholf; † 10. Februar 883) war von 869 bis 883 Erzbischof von Trier.

## Familie
Er war ein Sohn des Grafen Gebhard im Lahngau und somit ein Mitglied des Hauses der Konradiner. Seine Mutter war eine namentlich unbekannte Schwester des mächtigen, aber 861 abgesetzten Markgrafen Ernst im bayrischen Nordgau und der Böhmischen Mark. Seine Brüder waren Udo (Graf im Lahngau), Waldo (Abt von Schwarzach am Oberrhein und von St. Maximin in Trier) und Berengar (876–879 Graf im Sächsischen Hessengau).
Bertolf wird auch als Neffe des Bischofs Adventius von Metz bezeichnet, der damit ein Bruder von Bertolfs Mutter gewesen sein müsste. Adventius krönte 869 Karl den Kahlen in der Kathedrale von Metz zum König von Lothringen und war einer von Karls maßgeblichen Ratgebern.

## Wahl
Nachdem der Trierer Erzbischof Theutgaud von Papst Nikolaus I. im Oktober 863 in Rom exkommuniziert und abgesetzt worden und 868 in Rom gestorben war, gelang es Karl dem Kahlen 869, seinen Kandidaten Bertolf zum Amtsnachfolger wählen und vom Papst bestätigen zu lassen. Bertolf war zuvor Abt des Benediktinerklosters Mettlach gewesen. Dem Trierer Domkapitel war die Wahl wohl recht, weil damit die langen Jahre der Sedisvakanz beendet wurden. Karl versüßte die Wahl, indem er dem neuen Erzbischof das Krongut Merzig schenkte.
Die Wahl Bertolfs war eine Provokation für Ludwig den Deutschen, da sich dabei der westfränkische König Karl in die Belange des ostfränkischen Reiches einmischte. Daraufhin brachte er einen eigenen Kandidaten ins Spiel. Pikanterweise war dies Bertolfs Bruder Waldo, der acht Jahre zuvor beim Reichstag in Regensburg mit seinen Brüdern Udo und Berengar und ihrem Onkel Ernst wegen Untreue verurteilt und, wie diese, seiner Ämter und Würden verlustig gegangen war. Dieser Versuch scheiterte jedoch am Widerstand der anderen Erzbischöfe, die offensichtlich in Trier endlich wieder einen Amtsbruder sehen wollten.

## Amtszeit
Am 26. und 27. September 870 präsidierte Bertolf, zusammen mit den Erzbischöfen Liutbert von Mainz und Willibert von Köln auf einer Synode in Köln, bei der der karolingische Neubau des Kölner Doms, der sogenannte Hildebold-Dom, eingeweiht wurde.
Im Jahr 878 wurde der Metzer Bischof Wala durch Papst Johannes VIII. auf dem Konzil von Troyes zum Erzbischof erhoben. Dadurch geriet er mit Bertolf in Konflikt, der seinem Suffragan verbot, das erzbischöfliche Pallium zu tragen. Nach der Vermittlung durch Erzbischof Hinkmar von Reims gab Wala in diesem Palliumstreit genannten Konflikt schließlich im Jahr 880 nach.
879 weihte Bertolf das von seinem Vater Gebhard 845 in Kettenbach gestiftete und 879 von ihm nach Gemünden verlegte Stift St. Severus im Beisein Gebhards, König Ludwigs III. und seines Bruders, Waldo von St. Maximin.
Das herausragendste Ereignis in Bertolfs Amtszeit war jedoch der Normanneneinfall im April 882. Der Erzbischof war rechtzeitig nach Metz geflohen und war somit außer Gefahr. Von Koblenz kommend, nahmen die Normannen am Gründonnerstag, dem 5. April, Trier ein. Nach einigen Tagen der Ruhe plünderten und verwüsteten sie die Stadt am Ostersonntag. Danach zog ein Teil mit der Beute moselabwärts in Richtung Koblenz, während der Rest in Richtung Metz zog. In der Schlacht bei Remich an der Mosel, im heutigen Luxemburg, stellte sich ihnen am 11. April 882 ein kleines Aufgebot, angeführt von Bischof Wala von Metz, Graf Adalhard II. von Metz und Bertolf von Trier. Die Normannen siegten, drehten dann aber nach Bingen und Mainz ab. Wala fiel im Kampf, Adalhard und Bertolf entkamen. 
Bertolf starb am 10. Februar 883. Er wurde im Stift St. Paulin vor Trier begraben, das bei dem Normanneneinfall verschont geblieben war.